# Televisão na União Soviética
A Televisão na União Soviética era controlada pelo Estado. Na antiga União Soviética, era dirigida pelo Comitê Estadual URSS para Televisão e Radiodifusão (Государственный комитет ïî телевидению и радиовещанию СССР ) ou URSS Gosteleradio (Гостелерадио СССР), que estava no comando tanto da Televisão Central Soviética e do URSS Gostelradio.
A produção de TV soviética era classificada em central (URSS Gostelradio e Televisão Central Soviética (TsT SSSR, russo: Центральное телевидение Гостелерадио СССР , ЦТ СССР)), republicana e regional de radiodifusão.

## História
A forma normal na televisão em radiodifusão na União Soviética começou em 1938, somente em Moscou e Leningrado.

### Linha do tempo
- 1934
  - 01 de outubro: primeiros aparelhos de TV foram produzidos, com 3x9 cm ecrã, com mecânica trama em 30 linhas, 12,5 frame/s.
  - 15 de novembro: primeira transmissão de concerto na TV com som em Moscou.
- 1935
  - 15 de outubro: primeiro filme de TV com som
- 1938
  - 09 de março: primeira transmissão experimental estúdio de TV em Moscou a partir da torre de Shabolovka
  - 25 de março: primeiro filme de TV completo, O Grande Cidadão (Великий гражданин)
  - 07 de junho: primeira transmissão experimental de TV em Leningrado
- 1945
  - 15 de dezembro: TV Moscow Centro reintegrou a transmissão de TV regular após a II Guerra Mundial
- 1948
  - 04 de novembro: TV Moscow Centro adoptou um novo padrão de 625 linhas
- 1949
  - 29 de junho: a primeira transmissão de TV off-estúdio, de um jogo de futebol no Dynamo Stadium
- 1950
  - 24 de agosto: a primeira transmissão de longo alcance, a partir de Moscou para Ryazan

## Distância e geografia
O tamanho e a geografia da União Soviética dificultaram a transmissão de televisão. Esses fatores incluíam montanhas como os Urais, a Taiga e as Estepes e o englobamento de onze fusos horários diferentes. Por exemplo, um programa transmitido às 18:00 em Moscou seria exibido às 21:00 em Frunze, Quirguiz. A densidade populacional era irregular, com muitos mais residentes encontrados no oeste. A União Soviética também estava transmitindo transmissões para outros estados do Pacto de Varsóvia.

## Padrão de televisão soviético
O padrão de televisão de transmissão soviético usava o System D (banda OIRT VHF com os canais "R" variando de R1 a R12) e System K (banda pan-europeia/africana UHF), com o SECAM como padrão de sistema de cores. O sistema resultante é comumente referido como "SECAM D/K".

## Canais de televisão soviéticos
Havia seis canais de televisão (chamados "programas") na União Soviética. O "Primeiro Programa" foi o principal canal com horários para programação regional. (veja os serviços de televisão regionais abaixo). Os outros canais incluíam o programa All Union (o segundo canal), o programa de Moscou (o terceiro canal), o quarto programa (o quarto canal), o quinto programa (transmitido de Leningrado) e o sexto programa (esportes).
Nem todos os canais estavam disponíveis em toda a União Soviética. Até a perestroika e o estabelecimento da rede de satélites Gorizont, muitas regiões só tinham acesso ao Primeiro Programa e ao Programa Todos da União. A nova rede de satélites tinha transponders suficientes para todos os cinco canais a serem transportados para toda a União Soviética. Isso aumentou a variação dos programas de televisão oferecidos. os novos canais ofereciam notícias e entretenimento urbanos (Canal 3); cultura, documentários e programas para o Intelligentsia (Canal 4) e informação e entretenimento do ponto de vista de outra cidade (Canal 5).

## Serviços regionais de televisão
Além dos canais de televisão nacionais, cada uma das Repúblicas da União Soviética (RUS) e as República Socialista Soviética Autônoma (RSSA) tinham sua própria companhia estatal de rádio e televisão ou comitês estatais de radiodifusão. A empresa ou comitê regional pôde transmitir programação regional em russo ou no idioma local, juntamente com o cronograma oficial do Primeiro Programa. A empresa ou comitê regional pôde transmitir canais adicionais somente para sua área de cobertura.

## Serviços via satélite soviéticos
O sistema doméstico de televisão por satélite da União Soviética, o Orbita, era tão grande quanto o Anik, do Canadá, e o sistema de satélites dos EUA.
Em 1990, havia 90 satélites Orbita, fornecendo programação para 900 transmissores principais e mais de 4.000 estações retransmissoras. Os satélites soviéticos mais conhecidos eram os satélites Molniya (ou "Lightning"). Outros grupos de satélites foram denominados os satélites Gorizont ("Horizon"), Ekran ("Screen") e Statsionar ("Stationary"). As pessoas que residiam fora da União Soviética, que usavam uma TV via satélite TVRO, podiam receber transmissões soviéticas.
As transmissões foram deslocadas no tempo para combater os problemas da geografia e dos fusos horários da União Soviética. Os canais de televisão nacionais só estavam no ar durante parte do dia dando espaço no horário para o horário. Havia dois tipos de deslocamento soviético do tempo, um baseado em um programa de rádio similar, e programas "duplos", que consistiam em mudanças temporais compostas para os diferentes fusos horários.
Apenas o Primeiro Programa foi deslocado no tempo com base no padrão de um programa de rádio similar, o Programa All-Union First da rádio soviética. A TV Orbita-1 foi transmitida nos fusos horários UTC +11, +12 e +13 fusos horários. A TV Orbita-2 foi transmitida nos fusos horários UTC +9 e +10 fusos horários, TV Orbita-3 nos fusos horários UTC +7 e +8, TV Orbita-4 em UTC +5 e +6 e o primeiro programa nos fusos horários UTC +2, +3 e +4.
Todos os outros canais de televisão nacionais (o All-Union, Moscow e Fourth Programs) usaram o formato de mudança de horário composto do programa "Double".

## Programação
A programação da TV soviética era diversa. Foi semelhante ao da American PBS. Incluiu programas de notícias, programas educacionais, documentários, filmes ocasionais e programas infantis. Os principais eventos esportivos, como futebol e hóquei no gelo, eram frequentemente transmitidos ao vivo. A programação era doméstica ou feita nos países do Pacto de Varsóvia.
As transmissões tiveram altos níveis de autocensura. Havia restrições óbvias, como a proibição de qualquer forma de crítica ao governo soviético. Outros tópicos tabus incluíram todos os aspectos de erotismo, nudez, representação gráfica da violência e linguagem grosseira e uso de drogas ilícitas. A religião foi retratada sob uma luz crítica ou evitada.
Os principais programas de notícias usavam apresentadores com dicção exemplar e excelente conhecimento da língua russa. Sergey Georgyevich Lapin, presidente do Comitê Estadual da URSS para Televisão e Rádio (1970 a 1985) fez uma série de regras. Os apresentadores do sexo masculino não podiam ter barba e tinham que usar gravata e paletó. As mulheres não podiam usar calças. Lapin proibiu a transmissão de um close-up de Alla Pugacheva cantando ao microfone, considerando-o reminiscente do sexo oral. Lapin e seu comitê foram acusados de anti-semitismo na programação da televisão.
Apesar dessas limitações, a televisão cresceu em popularidade. O volume médio diário de transmissão cresceu de 1673 horas em 1971 para 3.700 horas em 1985. Um novo complexo de rádio e televisão, o "PTRC", foi construído para os Jogos Olímpicos de Moscou em 1980. O Centro Técnico Ostankino, em Moscou, era um dos maiores da época.
No final dos anos 80, a natureza da programação começou a mudar. Alguns programas ocidentais, principalmente do Reino Unido e da América Latina, foram importados. Talk shows e programas de jogos foram introduzidos, muitas vezes copiados de suas contrapartes ocidentais. Por exemplo, o game show, Pole Chudes (O Campo dos Milagres) baseado na Roda da Fortuna. As regulamentações da liberdade de expressão foram gradualmente atenuadas.
Até o final dos anos 80, a televisão soviética não tinha anúncios. Mesmo assim, eles eram raros, porque poucas empresas podiam produzir anúncios sobre si mesmos.
O telejornal da União Soviética foi fornecido pela Agência Telegráfica da União Soviética (ATUS).

### Filmes feitos para a TV
No início da década de 1960, a televisão na URSS estava se expandindo rapidamente. O aumento do número de canais e a duração da transmissão diária causaram escassez de conteúdo considerado adequado para transmissão. Isto levou à produção de filmes de televisão, em particular de filmes televisivos de episódios múltiplos (russo: многосерийный телевизионный фильм) - o apelido oficial soviético para a minissérie. Apesar de a União Soviética ter começado a transmitir em cores em 1967, os televisores a cores não se difundiram até o final da década de 1980. Isso justificava filmagens feitas para filmes de TV em filme preto-e-branco.

## Ver mais
- Censura na União Soviética
- Propaganda na União Soviética
- Televisão Central Soviética